# Optimización hidrológica

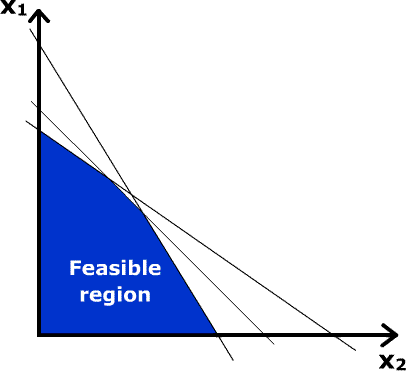
Gráfico de programación lineal, uno de los métodos matemáticos empleados por la optimización hidrológica.

La optimización hidrológica aplica técnicas de optimización matemática (como programación dinámica, programación lineal, programación en enteros o programación cuadrática) a problemas relacionados con el agua. Estos problemas pueden ser para aguas superficiales, aguas subterráneas o una combinación de las 2. La optimización hidrológica es interdisciplinar y puede ser realizada por hidrólogos, ingenieros civiles, ingenieros ambientales e investigadores de operaciones .

## Comparación de simulación y optimización
Los flujos de aguas subterráneas y superficiales se pueden estudiar con simulación hidrológica. Un programa típico utilizado para este trabajo es Modflow. Sin embargo, los modelos de simulación pueden no ser de ayuda para determinadas decisiones de gestión, ya que la simulación es descriptivaː muestra lo que sucedería dado un cierto conjunto de condiciones. La optimización, por el contrario, encuentra la mejor solución para un conjunto de condiciones. Los modelos de optimización tienen 3 partes:
1. Un objetivo, como "minimizar el coste"
2. Variables de decisión, que corresponden a las opciones disponibles para la gestión
3. Restricciones (también llamadas "condiciones de contorno"), que describen los requisitos técnicos o físicos impuestos a las opciones

Para utilizar la optimización hidrológica, primero se ejecuta una simulación para encontrar los coeficientes de restricción para la optimización. Luego, un ingeniero o gerente puede agregar costos o beneficios asociados con un conjunto de posibles decisiones y resolver el modelo de optimización para encontrar la mejor solución.

## Ejemplos de problemas resueltos con optimización hidrológica
- Remediación de la contaminación en acuíferos.[1] La cuestión es dónde ubicar los pozos y el caudal de bombeo para minimizar el coste y evitar la propagación de un contaminante. Las restricciones están asociadas a los caudales hidrogeológicos.

- Asignación de agua para mejorar los humedales. Este modelo de optimización recomienda la asignación de agua y el control de la vegetación invasiva para mejorar el hábitat de los humedales de las especies de aves prioritarias. Estas recomendaciones están sujetas a limitaciones como la disponibilidad de agua, la conectividad espacial, las capacidades de la infraestructura hidráulica, las respuestas de la vegetación y los recursos financieros disponibles.[2]

- Maximización de la extracción de pozos sujeta a restricciones de flujo ambiental.[3] El objetivo es medir los efectos del uso del agua de cada usuario en otros usuarios y en el medio ambiente, con la mayor precisión posible, y luego optimizar las posibles soluciones.

- Mejora de la calidad del agua. Un sencillo modelo de optimización identifica la combinación de mejores prácticas de gestión que minimiza los costes para reducir el exceso de nutrientes en el agua de una cuenca.[4]

- Ahora se propone la optimización hidrológica para su uso con mercados inteligentes de recursos relacionados con el agua.[5]
- Optimización de redes de tuberías con algoritmos genéticos.[6]

## Optimización restringida por PDE
Las ecuaciones en derivadas parciales (PDE por sus siglas en inglés) se usan ampliamente para describir procesos hidrológicos, lo que sugiere que un alto grado de precisión en la optimización hidrológica debería esforzarse por incorporar restricciones de PDE. Los ejemplos comunes de PDE utilizadas en hidrología incluyen:
- Ecuación de flujo de agua subterránea
- Ecuaciones primitivas
- Ecuaciones de Saint-Venant

Otros procesos ambientales que pueden considerarse como entradas son:
- Evapotranspiración
- Geomorfología
- Transporte de sedimentos

## Para saber más
- Boyd, Stephen P .; Vandenberghe, Lieven (2004). Optimización convexa (PDF). Prensa de la Universidad de Cambridge.ISBN 978-0-521-83378-3.
- Loucks, Daniel P.; van Beek, Eelco (2017) . Planificación y gestión de sistemas de recursos hídricos: una introducción a los métodos, modelos y aplicaciones. Springer. ISBN 9783319442327.
- Nocedal, Jorge ; Wright, Esteban (2006) . Optimización Numérica . Springer Series en Investigación de Operaciones e Ingeniería Financiera, Springer.ISBN 9780387303031.
- Qin, Youwei; Kavetski, Dmitri; Kuczera, George (2018). "Un algoritmo robusto de Gauss-Newton para la optimización de modelos hidrológicos: evaluación comparativa frente a algoritmos estándar de la industria" . Investigación de Recursos Hídricos . 54 (11): 9637-9654.
- Tayfur, Gokmen (2017). "Métodos modernos de optimización en la planificación, ingeniería y gestión de los recursos hídricos" . Gestión de Recursos Hídricos . 31 : 3205-3233.